# 稲木

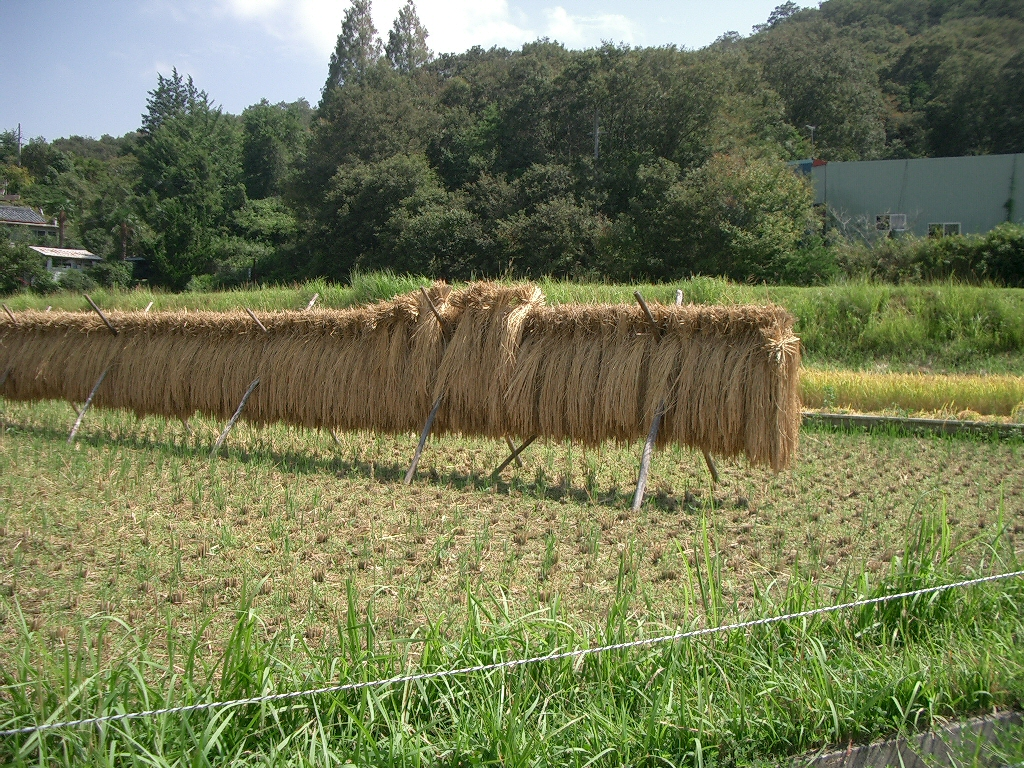
宝塚市自然休養村

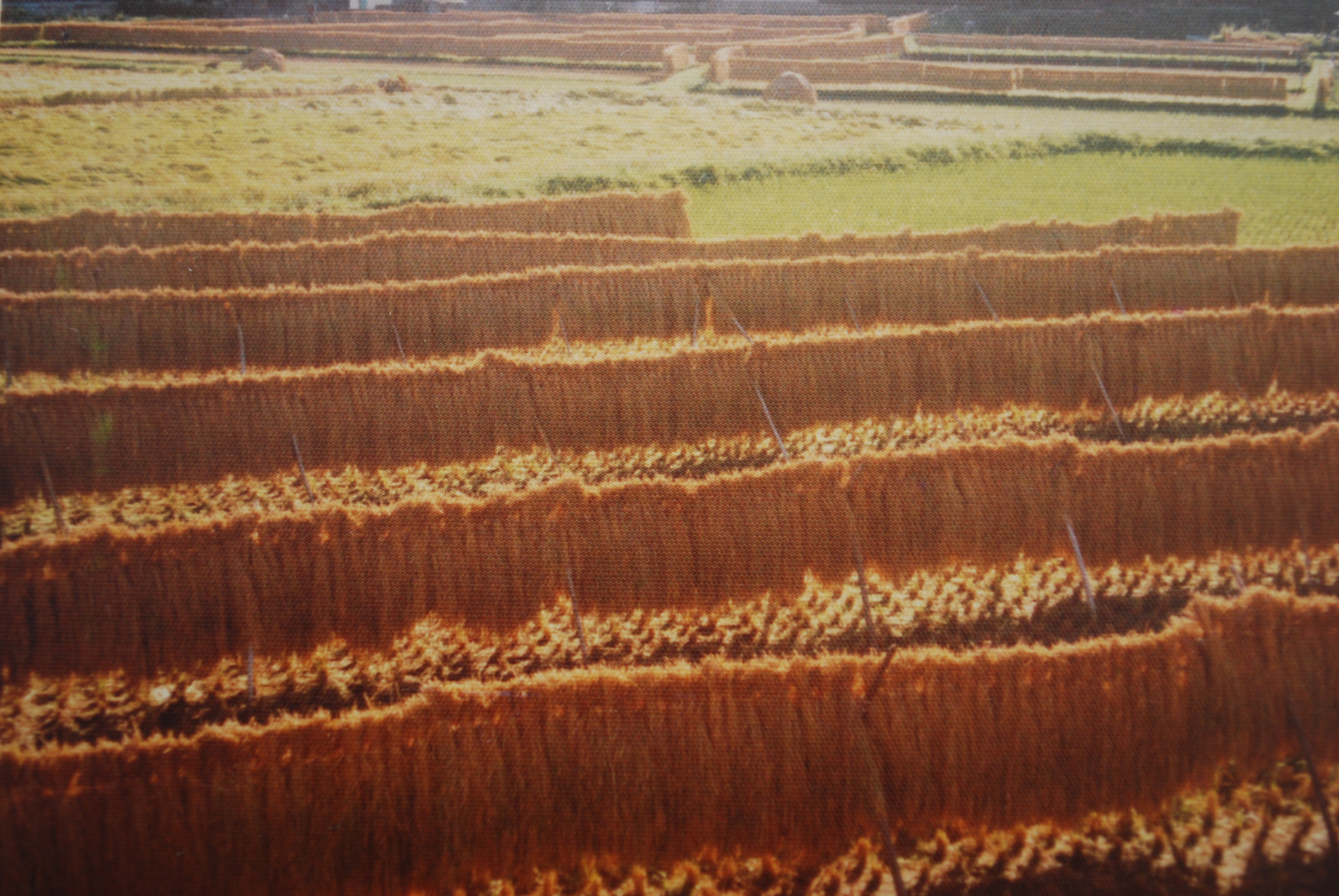
稲木で稲を干す様子（千葉県地方では「おだがけ」と呼ばれる。1980年頃）

稲木（いなぎ、いなき、いのき）とは、イネなどの穀物や野菜を刈り取った後に束ねて天日に干せるよう、木材や竹などで柱を作り、横木を何本か掛けて作ったもの。

## 概要
横木は最下段でも作物が地面につかない程度の高さになっている。地方によって稲掛け（いねかけ、いなかけ）、稲機（いなばた）、稲架（はさ、はざ、はせ、はぜ、はで）、牛（うし）など異称も多い。
稲穂などがかけやすい身長より少し上程度のものがほとんどであるが、中には梯子を使って掛けるような大掛かりなものも作られ、主に収穫後の田畑に作られることが多い。地域によっては特殊な形状のものもある。例えば風の強い島根県石見地方では「ヨズクハデ」（ヨズクはミミズクの意）と呼ばれる特殊な三角錐の形状をした稲木が用いられる。
毎年作るのではなく近くに備え付けしてある地方もある。稲木に干す作業及びその干した状態は稲木干し、または地域によっては稲架掛け（はさかけ）などとも呼ばれる。
特殊な例では稲架木（はざぎ、はさぎ）と呼ばれるものがある。農地近くに等間隔に植えられたハンノキなどの生木の間に挟み込むようにして稲を乾燥させるものである。これは特に新潟県に多く見られ、古くは埼玉県など関東地方にも見られた。
干すことによってアミノ酸と糖の含量が高くなり、また稲を逆さまに吊るすことで、藁の油分や栄養分、甘みが最下部の米粒へ降りて栄養とうま味が増すと言われている。太陽光という自然エネルギーを利用する古来よりの方法であったが、近年は乾燥機により乾燥することが多く、収穫の季節になっても天日干しは手間がかかるため減少傾向にある。

## ギャラリー

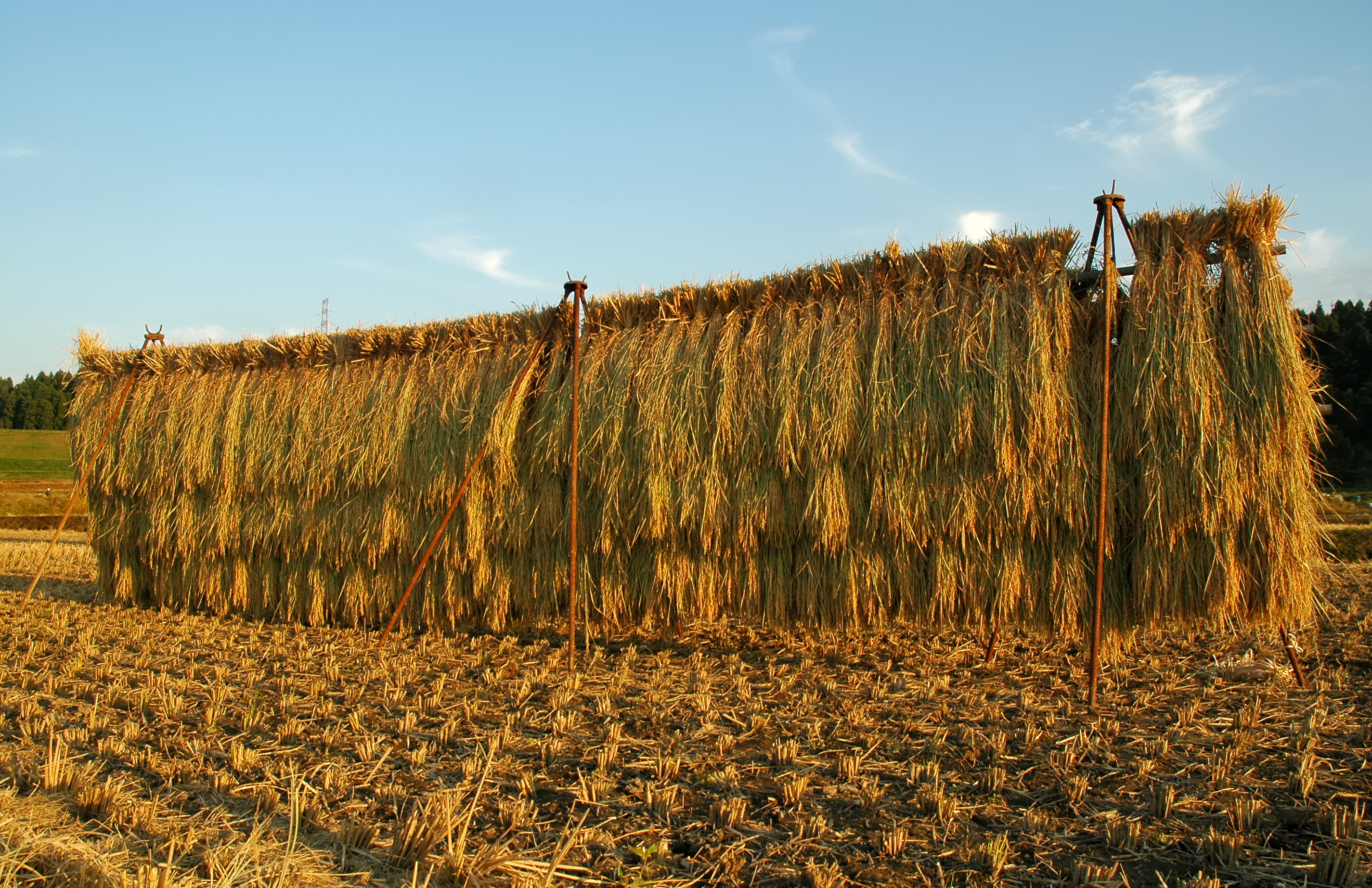
鉄製の稲木
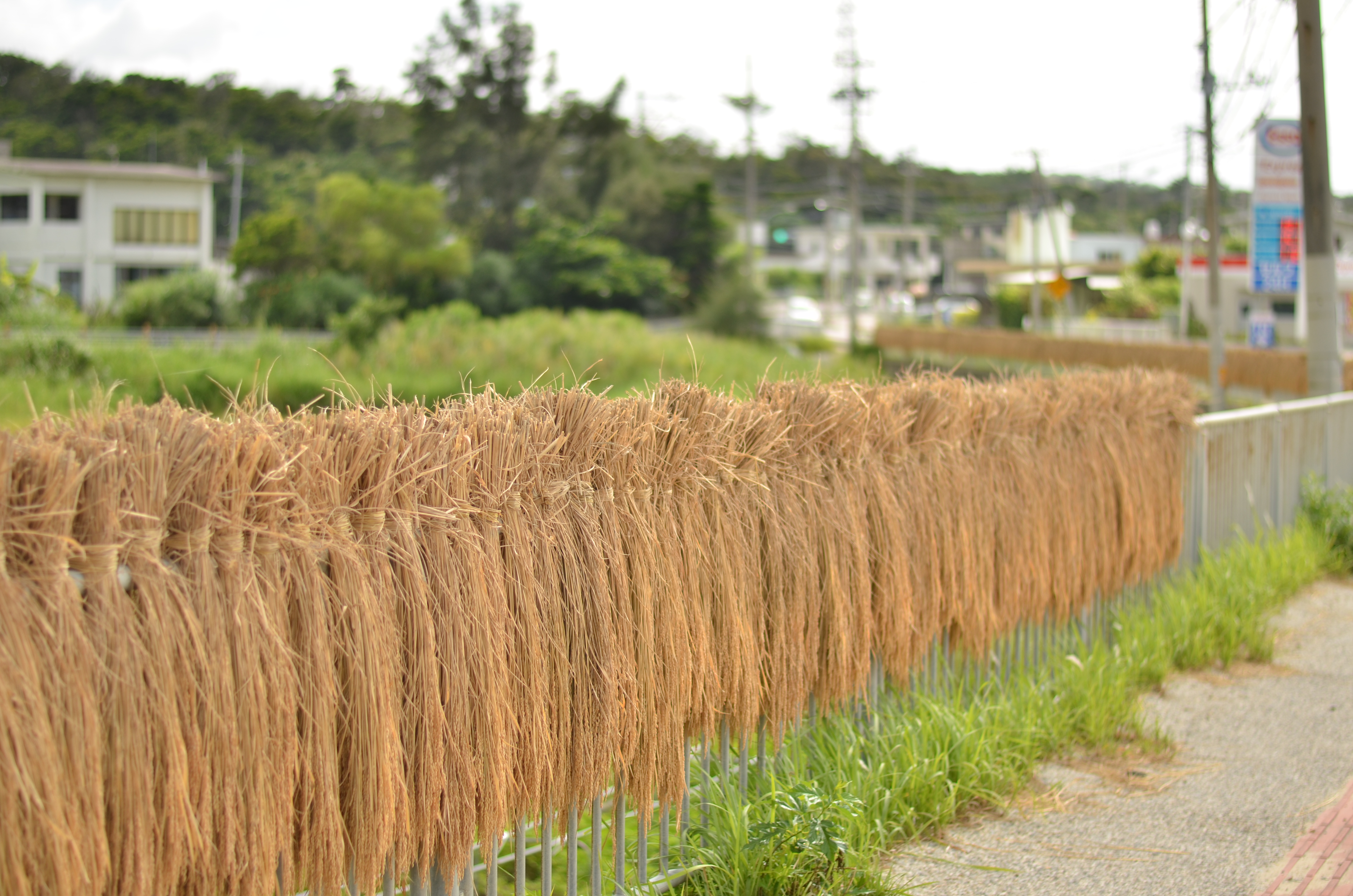
柵に掛けられた稲
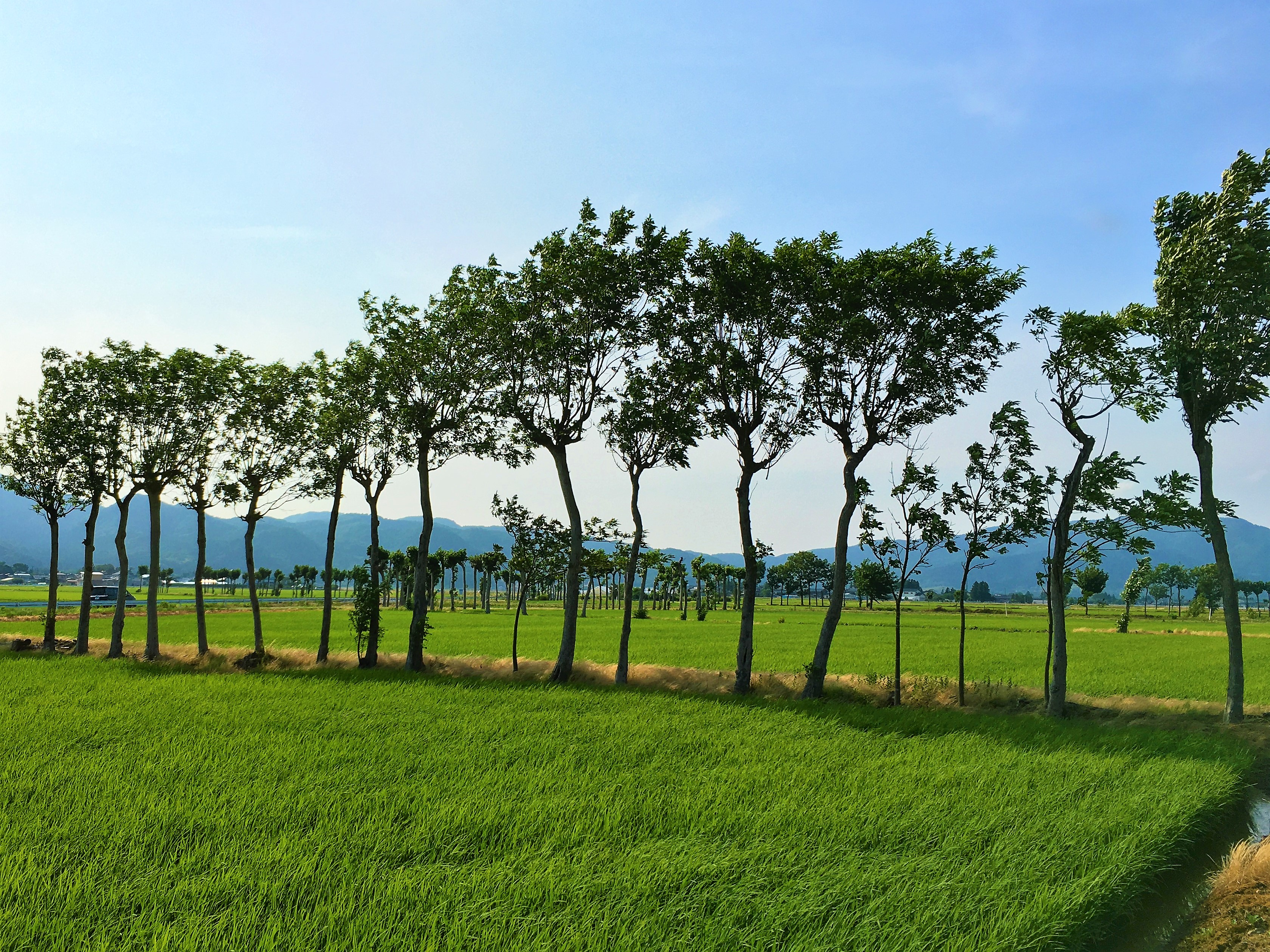
はざ木（新潟市西蒲区）
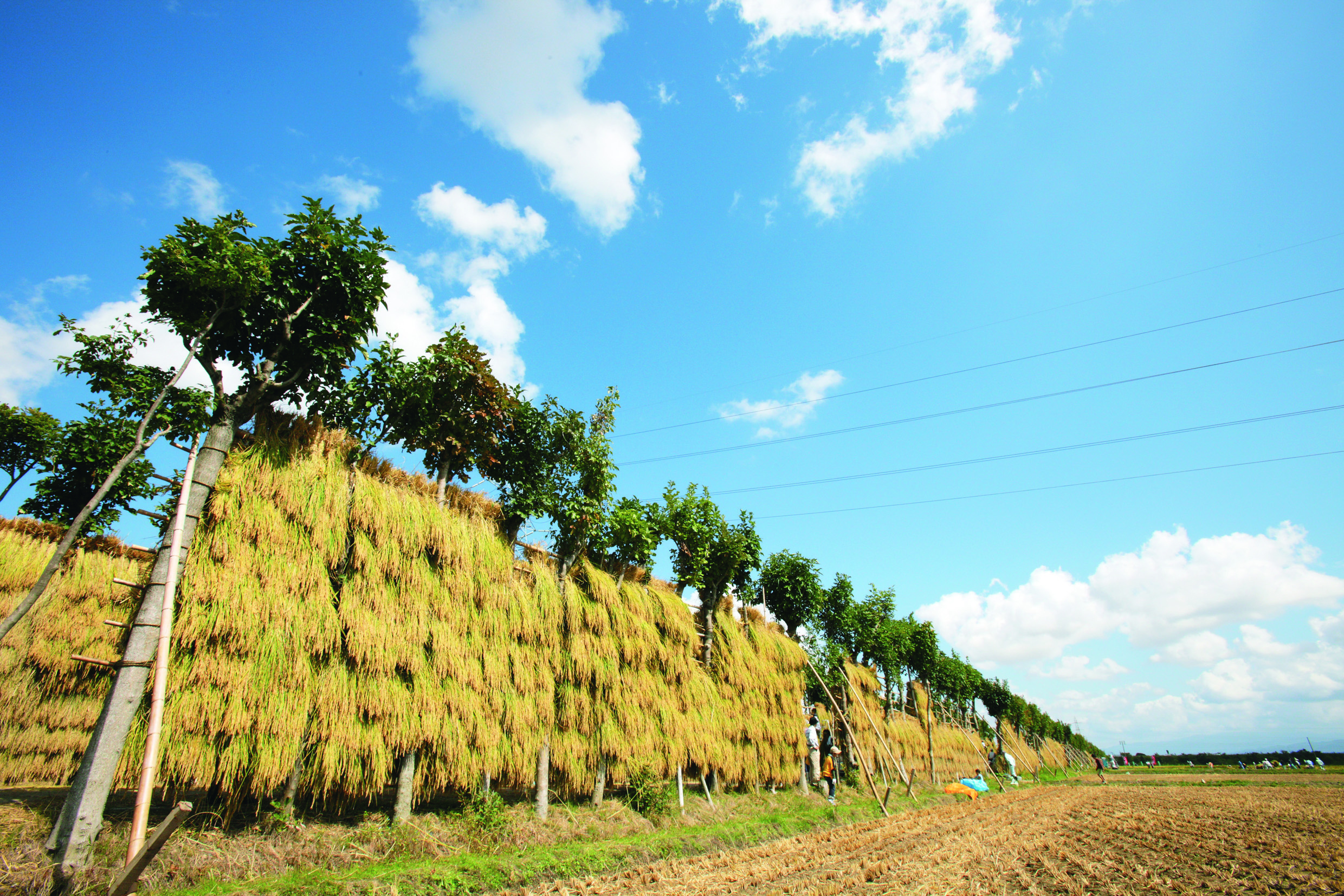
満願寺のはさ木（新潟市秋葉区）
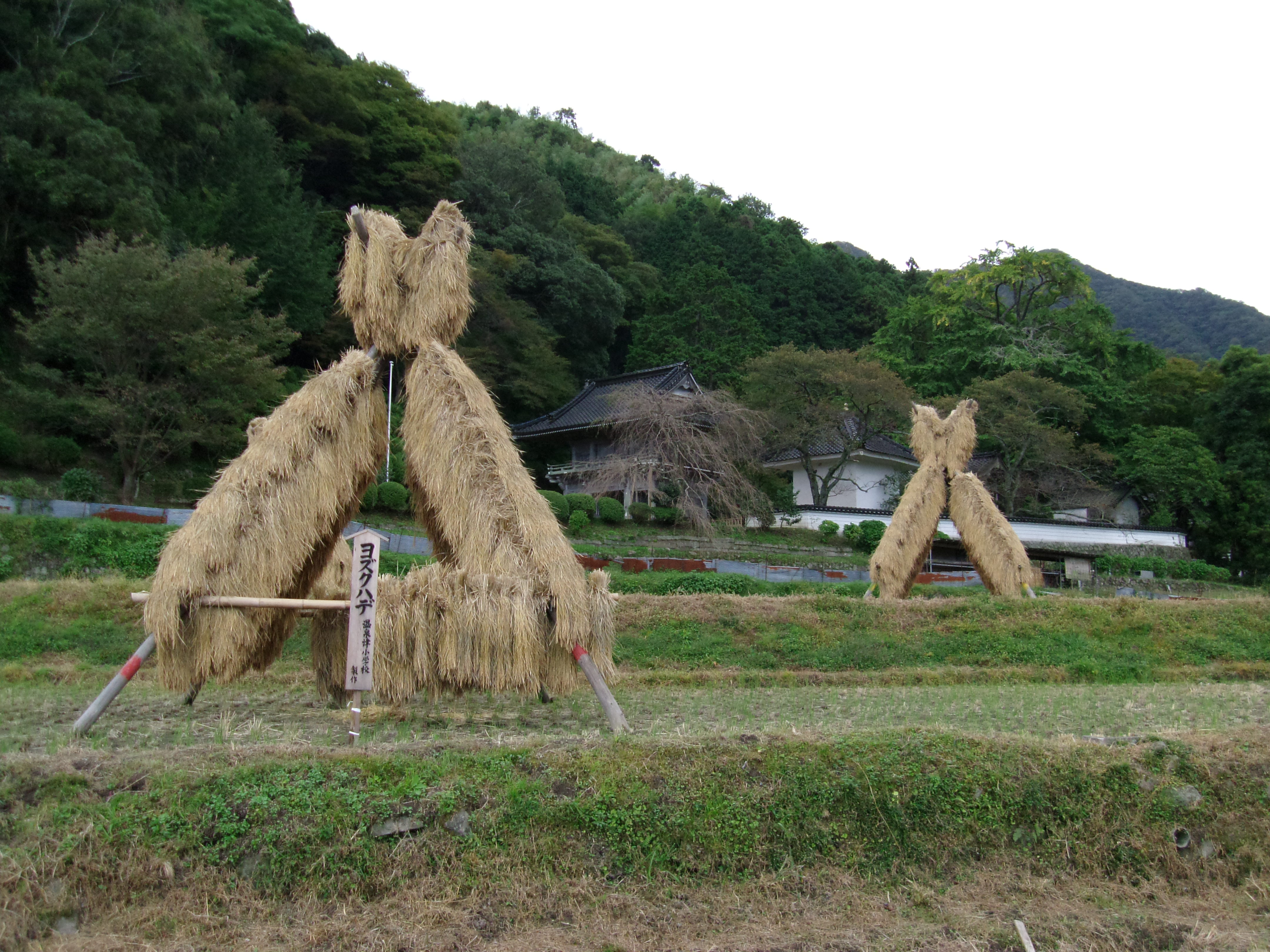
ヨズクハデ
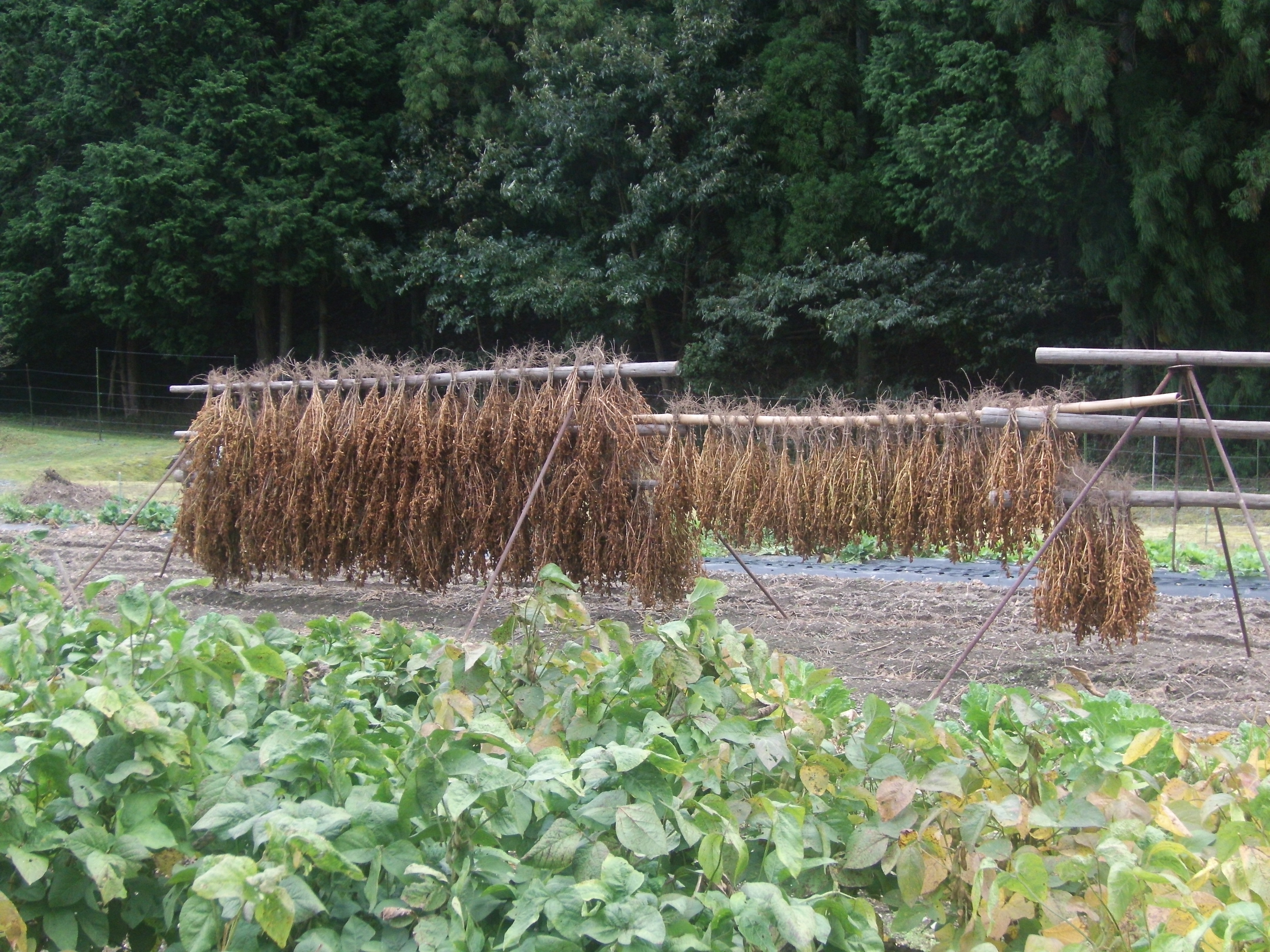
丹波黒豆の乾燥に用いる稲木